# Joe Root
Joseph Root (nacido el 30 de diciembre de 1990) es un jugador de críquet inglés. Es capitán del equipo Test Cricket de Inglaterra y juega para el equipo One Day International de Inglaterra. Fue nombrado capitán del equipo Test Cricket de Inglaterra en febrero de 2017. En noviembre de 2020, Root fue nominado para el premio Sir Garfield Sobers al jugador de críquet masculino de la década de la ICC y al premio al jugador de Test Cricket de la década. En 2021, Root nombró a los jugadores del mes de agosto del Consejo Internacional de Críquet.

## Trayectoria deportiva
El 13 de diciembre de 2012, Root hizo su debut en Test Cricket con Inglaterra contra India. El 22 de diciembre de 2012, hizo su debut en el Twenty20 contra India. Root hizo su debut en One Day International contra India el 11 de enero de 2013.Fue el jugador más joven en el equipo de 15 miembros de Inglaterra en la Copa del Mundo de 2015, Root fue uno de los dos jugadores ingleses en anotar más de 200 carreras en la competencia. En su primera Copa del Mundo, Root registró cien con una tasa de strike de más de 110, pero terminó en el lado perdedor contra Sri Lanka.